# Rapülők
Rapülők – węgierski zespół rapowy, założony w 1992 roku przez Gábora Berkesa, Pétera Gesztiego i Gábora Szentmihályiego. Na początku lat 90. zespół nagrał dwa albumy, a w szczycie popularności, w 1994 roku, rozpadł się. Pierwszy album zespołu, zatytułowany Rapülők, sprzedał się w 200 tys. egzemplarzy, sam album zdobył nagrodę „Złota Żyrafa” (przyznawaną przez Mahasz) w kategoriach Album roku i Debiut roku. Drugi album, Rapeta, pokrył się platyną, sprzedając się w ponad pół milionie egzemplarzy.
W styczniu 2006 roku zespół Rapülők udzielił koncertu w Papp László Budapest Sportaréna, a materiał z niego ukazał się na DVD.

## Skład zespołu
- Gábor Berkes – instrumenty klawiszowe
- Péter Geszti – wokal, rap
- Gábor Szentmihályi – perkusja

### Współpracownicy
- Csilla Auth – wokal
- Orsi Tunyogi – wokal
- Henriett Czerovszky – wokal
- Péter Szolnoki – wokal

## Dyskografia
- Rapülők (1992)
- Rapeta (1993)
- Riszájkling (2006)